# Cleveland Play House
Das Cleveland Play House ist eine 1915 gegründete renommierte Regionalbühne in den Vereinigten Staaten in Cleveland (Ohio).

## Geschichte
In den frühen 1900er Jahren boten  Cleveland-Theater hauptsächlich Vaudeville, Melodrama, Burlesque und leichte Unterhaltung. In der zweiten Dekade des 20. Jahrhunderts änderte es sich aber: Damals wurden unter anderem das Cleveland Museum of Art, das Cleveland Orchestra, das Cleveland Institute of Music und das Cleveland Museum of Natural History gegründet. Eine Gruppe von acht Mäzenen, unter ihnen der Unternehmer und Literat Charles Stephen Brooks (1878–1934) und seine Frau Minerva, wollten auch auf dem Theatersektor Abhilfe schaffen und ernsthaften aktuellen Stücken eine Chance geben. Cleveland Play House fand seine erste Heimstätte in einem vom Industriellen Francis Edson Drury (1850–1932) gestifteten Haus an der Ecke der Straßen East 85th und Euclid Avenue.
1927 wurde ein Haus für das Brooks Theatre und das Drury Theatre errichtet, 1949 eine frühere Kirche in das 77th Street Theatre umgebaut, in den 1980er Jahren allerdings wieder geschlossen. Damals erwarb CPH das Sears Building, ein ehemaliges Warenhaus, und ließ es durch  den Architekten Philip Johnson umbauen. 2009 ging CPH eine Partnerschaft mit Playhouse Square und der Cleveland State University ein, um einen neuen Theaterverbund zu schaffen. Seit 2011 ist das Allen Theatre, das von einer Besucherkapazität von 2500 Personen auf 500 Plätze rückgebaut wurde, die Heimstätte des CPH.